# Don Perlimplins kärleksmöte med Belisa i sin trädgård
Don Perlimplins kärleksmöte med Belisa i sin trädgård (Amor de don Perlimplín con Belisa en su jardín) är en teaterpjäs av författaren Federico García Lorca. Den skrevs 1928, men uruppfördes inte förrän 1933 i Madrid. Dramat handlar om Perlimplin som är en mycket förmögen man. I början av handlingen övertalar hans tjänarinna honom att gifta sig. Han friar då till grannen Belisa som tackar ja trots att hon är mycket yngre. Det hela utvecklar sig till en abstrakt otrohetsberättelse där Perlimplin slutligen tar sitt liv för att få dö älskad av Belisa. Pjäsen är surrealistisk i sin karaktär och har en mycket snabb och omväxlande handling. Den har inspirerat tonsättare och ett flertal operor har baserats på pjäsen. Lorca, som själv var kompositör skrev interludier för cembalo för att ackompanjera handlingen. Dramat har satts upp flera gånger i Sverige senaste gången på Boulevardteatern av dans och musikstuderande vid Södra Latin.